# 뱌체슬라프 예키모프
뱌체슬라프 블라디미로비치 예키모프(러시아어: Вячесла́в Влади́мирович Еки́мов, 1966년 2월 4일~)는 러시아의 자전거 경기 선수, 지도자, 체육행정인이다. 소련 트랙 경기 국가대표로 활동했으며 1990년 프로 도로 경기 선수로 전향했다. 그는 1988년 하계 올림픽에서 트랙 단체추발 종목 금메달을 획득했고 러시아 국가대표 선수로서 2000년 하계 올림픽과 2004년 하계 올림픽에서 남자 도로독주 종목 금메달을 획득했다.
선수 경력을 마친 후 사이클 감독으로 활동하여 몇 가지 팀을 지도했다. 이후 2016년부터 러시아 사이클 연맹 회장직을 맡고 있다.